# Sagno

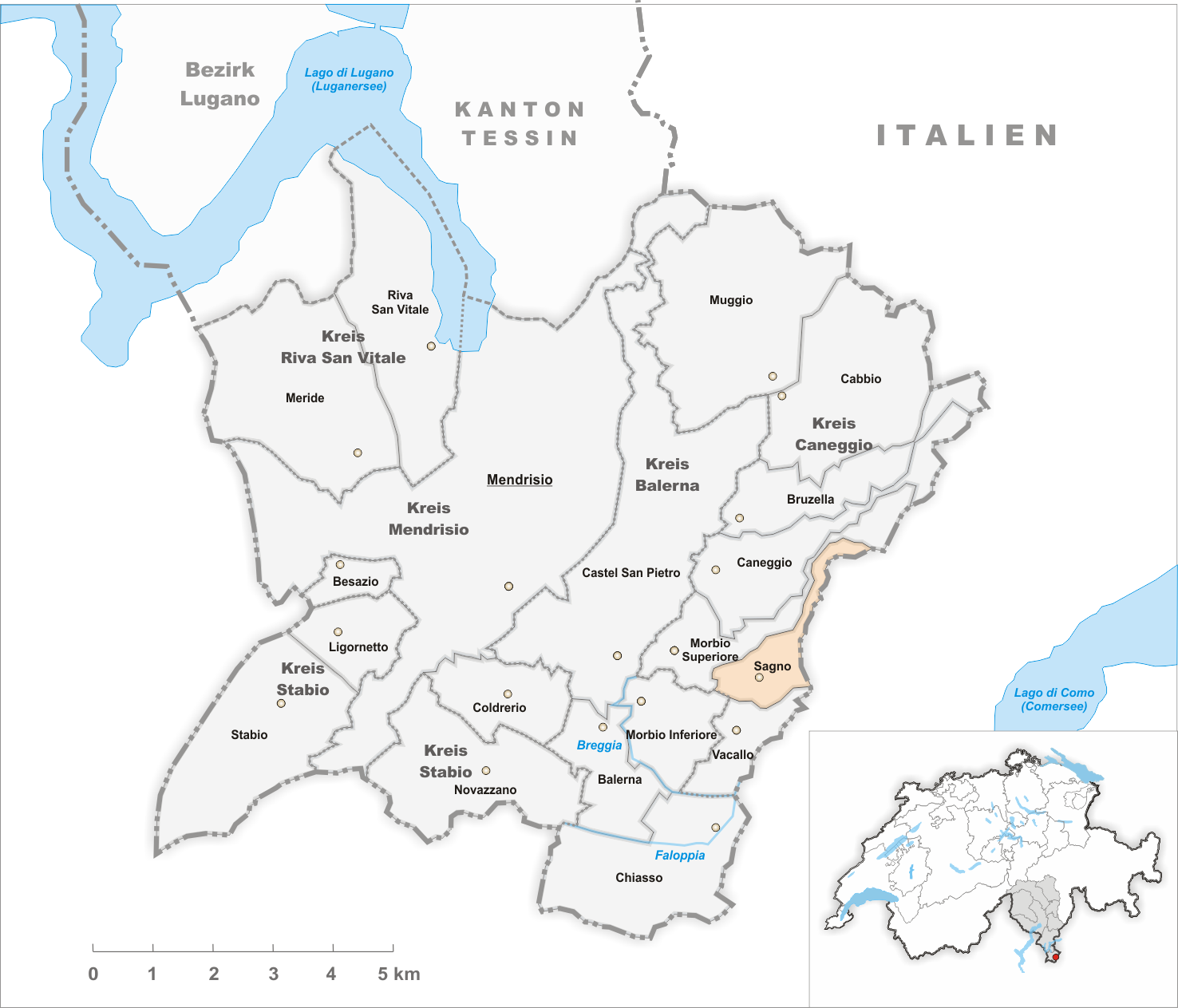
Gemeindestand vor der Fusion am 24. Oktober 2009

Sagno war eine politische Gemeinde im Kreis Caneggio, im Bezirk Mendrisio des Kantons Tessin in der Schweiz.

## Geographie
Das ehemalige Gemeindegebiet von Sagno grenzt an Italien. Die Dorfkirche ist dem Michael (Erzengel) geweiht und wurde im 18. Jahrhundert durch den Architekten Simone Cantoni auf romanischen Grundmauern errichtet. Nachbargemeinden sind Vacallo und Morbio Inferiore.

## Geschichte
Eine erste Erwähnung findet das Dorf in den Jahren 1296–1299. Sein damaliger Name war Sagnio. 108 Gegenstände aus der Bronzezeit wurden 1609 hier gefunden. Sagno gehörte früher zur Zivilgerichtsbarkeit von Balerna unter Beibehaltung der kommunalen Selbständigkeit.

## Fusion im Tal der Breggia
Bereits für den 20. April 2008 war der Zusammenschluss der Gemeinden Bruzella, Cabbio, Caneggio, Morbio Superiore, Muggio und Sagno zur Gemeinde Breggia TI angekündigt. Die Gemeinde Muggio lehnte diese Fusion ab. Sie wurde jedoch vom Grossen Rat des Kantons Tessin dekretiert, weshalb Muggio beim Bundesgericht eine Beschwerde einreichte. Nach der Niederlage von Muggio vor Bundesgericht fand die Fusion am 25. Oktober 2009 statt.

## Bevölkerung
Einwohnerzahlen: Volkszählungsdaten

## Sehenswürdigkeiten
- Pfarrkirche San Michele und Pfarrhaus[3]
- Im Friedhof: Statue von Vincenzo Vela[3]
- Römischer Sarkophag[3]
- Festungen Sagno-Monte Bisbino[4]